# Ura Vajgurore
Ura Vajgurore (albanisch auch Urë Vajgurore) ist eine Stadt in Mittelalbanien mit 7209 Einwohnern (2023). Sie ist Hauptort der Gemeinde Dimal (27.295 Einwohner; Stand 2011). Ura Vajgurore wurde im Jahr 2015 mit den Nachbargemeinden (komuna) Cukalat, Kutalli und Poshnja zusammengelegt. Alle ehemaligen Gemeinden sind jetzt Njësitë administrative (Verwaltungseinheiten) der Gemeinde Dimal. Ura Vajgurore gehört zum Qark Berat, bis Berat sind es zwölf Kilometer.
Im März 2021 beschloss das albanische Parlament die Umbenennung der Gemeinde Ura Vajgurore in Dimal. Der Name der Stadt Ura Vajgurore ist von der Änderung nicht betroffen. Dimal ist der Name einer antiken illyrischen Stadt in der Region.

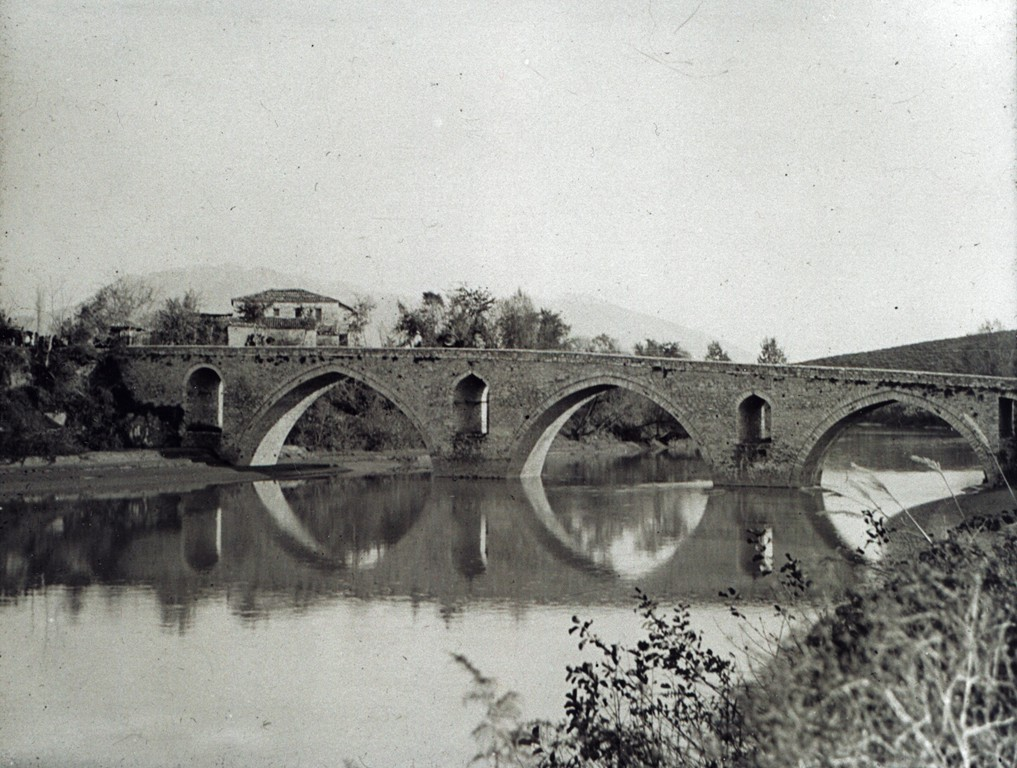
Brücke von Hasan Bey in einer Aufnahme von 1914

Der Name Ura Vajgurore bedeutet übersetzt Erdölbrücke. Früher wurde die hier über den Fluss Osum führende Brücke und die angrenzende Siedlung Ura e Hasan Beut genannt. Die sich auf einigen älteren Karten zu findende Bezeichnung Banja leitet sich von einer schwefelhaltigen Heilquelle im Fluss ab. Vom Bad im Schwefelwasser versprach man sich Heilung und Kindersegen. Zur osmanischen Zeit befand sich bei der Brücke ein kleiner Marktplatz und ein Stützpunkt der Armee. Die alte osmanische Brücke wurde unter Ahmet Zogu durch einen Neubau ersetzt.
Erdöl wird in der Region seit 1928 gefördert. Die Erdölfelder wurden von Ura Vajgurore aus erschlossen. In diesem Zusammenhang wurde unmittelbar östlich des Orts um 1940 auch ein Flugfeld angelegt, aus dem sich der heutige Militärflugplatz Kuçova entwickelte. Die Einwohnerzahlen stiegen aber nur langsam: 1979 wurden 2900 Personen, 1990 schon 4400 Personen gezählt. Bei der Volkszählung 2011 hatte der Ort 7232 Einwohner. Schneller entwickelte sich das östlich gelegene Kuçova, das zum Zentrum der albanischen Erdölindustrie wurde.
Ura Vajgurore liegt am Rande der Myzeqe-Ebene. Der Ort befindet sich am Fuße eines kleinen Hügels, der Beginn des südlichen albanischen Berglands. Der Osum, der sich allmählich ein immer breiteres Tal geformt hatte, tritt an dieser Stelle aus dem Hügelland und fließt noch ein paar Kilometer weiter nach Norden, bis er sich mit dem Devoll vereinigt. Seit 2015 entlastet eine Umfahrungsstraße im Osten mit neuer Osum-Brücke das Ortszentrum vom Durchgangsverkehr, insbesondere demjenigen nach Berat. Von der Zufahrt nach Berat zweigt in Ura Vajgurore eine Straße zum fünf Kilometer entfernten Kuçova ab. Ein paar Kilometer weiter westlich bei Poshnja kommen die Straßen von Lushnja im Nordwesten (25 Kilometer) und von Fier im Westen (35 Kilometer) zusammen.
Zu Ura Vajgurore gehörten auch die Nachbardörfer Bistrovica, Gur i Bardhë, Konisbalta, Pashallia, Vokopola und Skrevan, die im hügeligen Gebiet südwestlich von Ura Vajgurore liegen.
Ura Vajgurore lebt insbesondere von der Landwirtschaft. Die Region Berat ist ein traditionelles Weinbaugebiet. Heute gibt es im Ort bedeutende Weinkellereien, die zu den ersten privaten Produzenten im Land nach dem Zusammenbruch des kommunistischen Regimes zählen.